# 21649 Вардхана
21649 Вардхана (21649 Vardhana) — астероїд головного поясу, відкритий 13 липня 1999 року.
Тіссеранів параметр щодо Юпітера — 3,282.